# سدریک لکلوز
سدریک لکلوز (انگلیسی: Cédric Lécluse؛ زادهٔ ۲۹ مارس ۱۹۷۲) بازیکن فوتبال اهل فرانسه است.
از باشگاه‌هایی که در آن بازی کرده‌است می‌توان به باشگاه فوتبال نانسی، باشگاه فوتبال آنژه، و باشگاه فوتبال بیجینگ رن اشاره کرد.